# Ribera Cupía
Ribera Cupía es una localidad del estado mexicano de Chiapas. Es parte del municipio de Chiapa de Corzo.

## Demografía
| Gráfica de evolución demográfica |
|                                  |

| Censo | Población |
| ----- | --------- |
| 1900  | 506       |
| 1910  | 716       |
| 1921  | 506       |
| 1930  | 460       |
| 1940  | 402       |
| 1950  | 641       |
| 1960  | 723       |
| 1970  | 745       |
| 1980  | 706       |
| 1990  | 823       |
| 2000  | 783       |
| 2010  | 876       |
| 2020  | 1 088     |